# Toronto Avenue Cemetery
Toronto Avenue Cemetery is een Britse militaire begraafplaats met gesneuvelden uit de Eerste Wereldoorlog, gelegen in de Belgische gemeente Komen-Waasten. De begraafplaats ligt midden in het Ploegsteertbos, ongeveer 2 km ten noordoosten van het dorpscentrum van Ploegsteert. Het werd ontworpen door George Goldsmith en wordt onderhouden door de Commonwealth War Graves Commission. Het terrein is ongeveer 315 m² groot. Vanaf de weg kan men deze begraafplaats te voet bereiken langs een bospad van ongeveer 500 m. waarlangs nog twee andere militaire begraafplaatsen liggen, Prowse Point Military Cemetery en Mud Corner Cemetery. In het bos bevinden zich ook nog Ploegsteert Wood Military Cemetery en Rifle House Cemetery. 
Er liggen 78 slachtoffers begraven.

## Geschiedenis
In het Plugstreet Wood, zoals de Australiërs steevast dit bos noemden, liepen verschillende gemarkeerde paden zoals Bunhill Row, Mud Lane, Hunter’s Avenue en Toronto Avenue waarnaar deze begraafplaats genoemd werd. Deze paden werden door de troepen gebruikt om zich naar het front te begeven maar werden voortdurend bestookt door de vijand, onder meer met gasprojectielen. In de nabije omgeving liggen nog zeven militaire begraafplaatsen.
De 78 slachtoffers behoorden tot de 9th Brigade (3rd Australian Division) die omkwamen tijdens de Tweede Slag om Mesen, tussen 7 en 10 juni 1917.
Deze begraafplaats is de enige waarvan alle doden Australiërs zijn. Twee van hen konden niet geïdentificeerd worden.